# Enrique Sepúlveda
Enrique Sepúlveda y Planter (Zaragoza, c.1844-Madrid, 10 de julio de 1903) fue un periodista y cronista español, también firmó artículos como Ese y Alegrías. Fue hermano de Ricardo Sepúlveda y padre de María Sepúlveda, ambos también escritores.

## Biografía
Enrique Sepúlveda y Planter nació sobre 1844 en Zaragoza, Aragón, España, hijo de Francisco Sepúlveda y Ramos (1819-1894) y de Petra Planter y Leonard (f. 1896). Su hermano Ricardo Sepúlveda y Planter (1846-1909) fue un escritor. Se casó con Vicenta Sunyé y Morales (1861-1950), y el matrimonio tuvo cuatro hijos, María (1888–1963), María del Pilar (1891-1960), María del Carmen (1895-1983), también escritora, y Francisco (1897-1958), letrado del estado.
Fue funcionario público y representante de la Compañía de transporte en Madrid. Ejerció además como periodista, siendo especialmente popular por sus crónicas del Madrid contemporáneo. Fue miembro fundador de la Asociación de la Prensa en Madrid. Fue redactor-jefe de la publicación "Crónica de la música".
Retirado por un delicado estado de salud, falleció el 10 de julio de 1903 en Madrid.